# Ectropis espanomma
Ectropis espanomma là một loài bướm đêm trong họ Geometridae.